# قرار مجلس الأمن التابع للأمم المتحدة رقم 587
قرار مجلس الأمن التابع للأمم المتحدة رقم 587، الذي اعتمد في 23 سبتمبر 1986، وبعد الإشارة إلى القرارات السابقة بشان هذا الموضوع، أدان المجلس بشدة الهجمات على قوة الأمم المتحدة المؤقتة في لبنان (يونيفيل) في جنوب لبنان، معربًا عن استيائه للدعم الذي تحظى به الهجمات. وقد فقدت عدة أرواح في الهجوم، الذي اتهمت فيه اليونيفيل جيش لبنان الجنوبي المدعوم من إسرائيل بارتكابه.
وقد أشاد القرار، الذي قدمته فرنسا، بعمل اليونيفيل وعلى «شجاعتها وروح انضباطها ورباطة جأشها». كما أحاط علمًا بتقرير الأمين العام وقبل مقترحاته المتعلقة بأمن القوة، طالبًا منه أن يقدم تقريرًا في غضون 21 يومًا عن تنفيذ القرار 587.
وأنهى المجلس بالمطالبة بسحب جميع القوات العسكرية التي لم تقبلها السلطات اللبنانية من جنوب لبنان.
واعتمد القرار 587 بأغلبية 14 صوتًا مقابل لا شيء، في حين امتنعت الولايات المتحدة عن التصويت.